# Schneeglocke (Antarktika)
Die Schneeglocke ist ein 2127 m hoher Berg im ostantarktischen Königin-Maud-Land. Im Kurzegebirge der Orvinfjella ragt er südöstlich des Fensterpasses und nordöstlich des Würfelturms im Zentrum der Vinten-Johansenegga auf.
Die Erstbesteigung fand vermutlich am 19. Januar 2019 im Zuge einer privat organisierten internationalen Expedition statt.